# 케뱅 뎅케이
아호우에케 스티브 케뱅 뎅케이(프랑스어: Ahoueke Steeve Kévin Denkey, 2000년 11월 30일 ~ )는 세르클러 브뤼허와 토고 국가대표팀에서 공격수로 활약하고 있는 토고의 프로 축구 선수이다.

## 구단 경력
뎅케이는 토고에서 태어나 어린 나이에 프랑스로 건너가 2014년 님 올랭피크 유소년 아카데미에 입단했다. 그는 2017년 1월 13일 르브아르와 0-0으로 비긴 리그 2 경기에서 님 올랭피크에서 프로 데뷔 전을 치렀다.
그는 2019년 1월 6개월 임대로 베지에에 입단했다.
뎅케이는 2021년 세르클러 브뤼허에 입단했다.

## 국가대표팀 경력
뎅케이는 2018년 툴롱 토너먼트에서 토고 U-20 국가대표팀으로 출전해 3경기에서 2골을 기록했다.
뎅케이는 2018년 9월 9일에 열린 베냉과의 2019년 아프리카 네이션스컵 예선 경기에서 토고 축구 국가대표팀 데뷔 전을 치렀고, 팀은 0-0으로 비겼다.